# 杜群
杜 群（と ぐん、生没年不詳）は、五胡十六国時代の前燕の人物。平原郡の出身。

## 生涯
同郡の宋該・劉翔とともに西晋の大司馬王浚、次いで鮮卑段部に仕えた。しかし、いずれも主君として力量不足であると見限り、流民を率いて鮮卑慕容部の大人慕容廆に仕えた。
334年11月、鮮卑慕容部の大人慕容皝は反乱を起こした同母弟の慕容仁との戦いで遼東を取り戻した。杜群は遼東相に任じられ、遺民を集めて民心を安んじた。
337年9月、慕容皝は文武諸官の編成を行い、納言令に任じられた。
これ以後の事績は、史書に記されていない。